# Jorge Guerra (ciclista)
Jorge Guerra (27 de outubro de 1913  – ?) foi um ciclista chileno que participou de dois eventos nos Jogos Olímpicos de Berlim 1936.